# 영릉 (공원왕후)
영릉(令陵)은 고려 제27대 충숙왕의 비인 공원왕후 홍씨(명덕태후)의 능이다. 현재 위치는 정확히 알 수 없다.